# 596 (teste nuclear)

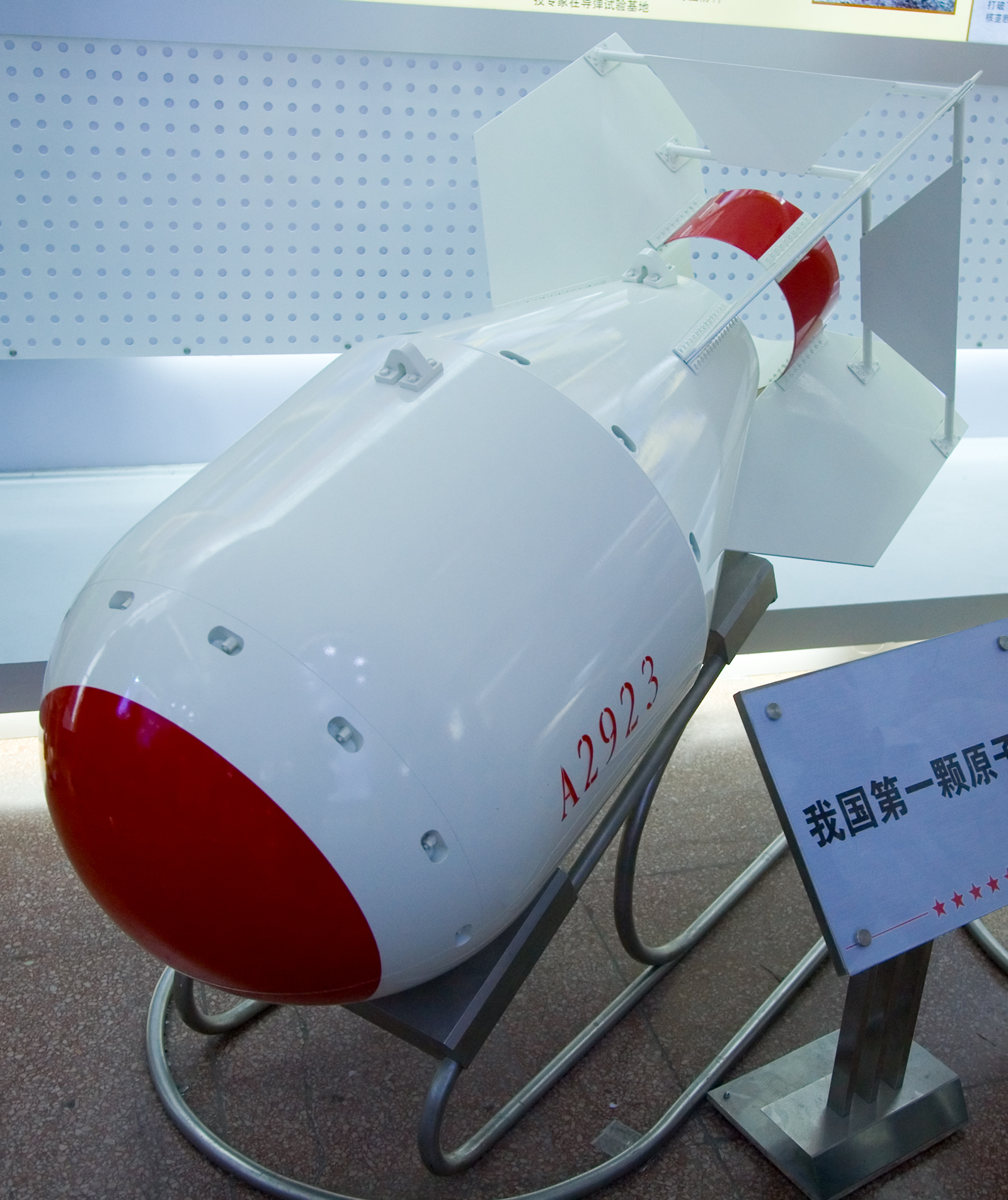
Maquete da bomba

596 ou Projeto 596, (Miss Qiu (em chinês:  邱小姐, Qiū Xiǎojiě)) é o codinome do primeiro teste nuclear da República Popular da China, detonado em 16 de outubro de 1964, sendo o motivo de festa do exército daquela nação, como também pegou de surpresa os Estados Unidos e a União Soviética.
Era um dispositivo de fissão por implosão de urânio-235 feito de urânio para armas (U-235) enriquecido em uma usina de difusão gasosa em Lanzhou.
A bomba atômica fazia parte do programa "Duas Bombas, Um Satélite" da China. Ela tinha um rendimento de 22 quilotons, comparável à primeira bomba nuclear RDS-1 da União Soviética em 1949 e à bomba americana Fat Man lançada em Nagasaki, Japão em 1945. Com o teste, a China se tornou a quinta potência nuclear no mundo e a primeira nação asiática a possuir capacidade nuclear. Este foi o primeiro de 45 testes nucleares bem-sucedidos que a China conduziu entre 1964 e 1996, todos ocorridos no local de teste Lop Nur.

## História
A China começou a estudar e desenvolver armas nucleares a partir da década de 1950 sendo por causa da crença do presidente da China que sem uma arma nuclear a China não seria levada a sério como potência nuclear por outras e também estaria a mercê de chantagem nuclear por parte de outras nações principalmente pelos Estados Unidos.
A União Soviética estava ajudando a China lhes dando geradores de processamento de urânio, cíclotrons até que as suas relações foram rompidas nas décadas de 50-60 porém a China continuou o seu programa e se esforçou ainda mais com o teste francês Gerboise Bleue de 60 quilotons.
A China usou urânio pois era mais fácil enriquecê-lo do que produzir plutônio. O plutônio possui rendimento menor porém sem uma fonte de nêutrons originária da fissão é impossível produzi-lo. Três anos depois a China detonou a sua primeira bomba termonuclear.

## Especificações
- Horário: 07h00 GMT de 16 de outubro de 1964
- Local: local de teste Lop Nur, 40° 48′ 45″ N, 89° 47′ 24″ L, cerca de 70 km a noroeste do lago seco Lop Nor[6]
- Tipo de teste e altura: Torre, 102 metros
- Rendimento: 22 quilotons